# Journée internationale sans régime
La Journée internationale sans régime (en anglais : International No Diet Day, INDD) est une journée internationale créée en 1992 par la féministe anglaise Mary Evans Young afin de promouvoir le body positivisme et le laisser-aller au regard des pratiques alimentaires. Elle a lieu tous les 6 mai ; son symbole est un ruban bleu clair. Cette journée porte une critique des régimes alimentaires et de leur nécessité pour vivre une vie saine et harmonieuse pour des personnes en surpoids ou obèses, mettant en avant l'acceptation de soi inconditionnelle au détriment de l'objectif de perte de poids comme nécessité de santé.